# Pływanie na Mistrzostwach Świata w Pływaniu 2024
Zawody w pływaniu na 21. Mistrzostwach Świata w Pływaniu odbywały się w dniach 11–18 lutego 2024 w Aspire Dome. Łącznie zostały rozegrane 42 konkurencje.

## Medaliści

### Mężczyźni
| Konkurencja                                | Złoto | Złoto    | Srebro | Srebro   | Brąz | Brąz     |
| Konkurencja                                | Zawodnik | Czas     | Zawodnik | Czas     | Zawodnik | Czas     |
| Styl dowolny                               | |          | |          | |          |
| 50 metrów (szczegóły)                      | Władysław Buchow · Ukraina | 21,44    | Cameron McEvoy · Australia | 21,45    | Benjamin Proud · Wielka Brytania | 21,53    |
| 100 metrów (szczegóły)                     | Pan Zhanle · Chiny | 47,53    | Alessandro Miressi · Włochy | 47,72    | Nándor Németh · Węgry | 47,78    |
| 200 metrów (szczegóły)                     | Hwang Sun-woo · Korea Południowa | 1:44,75  | Danas Rapšys · Litwa | 1:45,05  | Luke Hobson · Stany Zjednoczone | 1:45,26  |
| 400 metrów (szczegóły)                     | Kim Woo-min · Korea Południowa | 3:42,71  | Elijah Winnington · Australia | 3:42,86  | Lukas Märtens · Niemcy | 3:42,96  |
| 800 metrów (szczegóły)                     | Daniel Wiffen · Irlandia | 7:40,94  | Elijah Winnington · Australia | 7:42,95  | Gregorio Paltrinieri · Włochy | 7:42,98  |
| 1500 metrów (szczegóły)                    | Daniel Wiffen · Irlandia | 14:34,07 | Florian Wellbrock · Niemcy | 14:44,61 | David Aubry · Francja | 14:44,85 |
| Styl grzbietowy                            | |          | |          | |          |
| 50 metrów (szczegóły)                      | Isaac Cooper · Australia | 24,13    | Hunter Armstrong · Stany Zjednoczone                                                                                              | 24,33    | Ksawery Masiuk · Polska | 24,44    |
| 100 metrów (szczegóły)                     | Hunter Armstrong · Stany Zjednoczone | 52,68    | Hugo González · Hiszpania | 52,70    | Apostolos Christou · Grecja | 53,36    |
| 200 metrów (szczegóły)                     | Hugo González · Hiszpania | 1:55,30  | Roman Mityukov · Szwajcaria | 1:55,40  | Pieter Coetze · Południowa Afryka | 1:55,99  |
| Styl klasyczny                             | |          | |          | |          |
| 50 metrów (szczegóły)                      | Sam Williamson · Australia | 26,32    | Nicolò Martinenghi · Włochy | 26,39    | Nic Fink · Stany Zjednoczone | 26,49    |
| 100 metrów (szczegóły)                     | Nic Fink · Stany Zjednoczone | 58,57    | Nicolò Martinenghi · Włochy | 58,84    | Adam Peaty · Wielka Brytania | 59,10    |
| 200 metrów (szczegóły)                     | Dong Zhihao · Chiny | 2:07,94  | Caspar Corbeau · Holandia | 2:08,24  | Nic Fink · Stany Zjednoczone | 2:08,85  |
| Styl motylkowy                             | |          | |          | |          |
| 50 metrów (szczegóły)                      | Diogo Ribeiro · Portugalia | 22,97    | Michael Andrew · Stany Zjednoczone                                                                                                | 23,07    | Cameron McEvoy · Australia | 23,08    |
| 100 metrów (szczegóły)                     | Diogo Ribeiro · Portugalia | 51,17    | Simon Bucher · Austria | 51,28    | Jakub Majerski · Polska | 51,32    |
| 200 metrów (szczegóły)                     | Tomoru Honda · Japonia | 1:53,88  | Alberto Razzetti · Włochy | 1:54,65  | Martin Espernberger · Austria | 1:55,16  |
| Styl zmienny                               | |          | |          | |          |
| 200 metrów (szczegóły)                     | Finlay Knox · Kanada | 1:56,64  | Carson Foster · Stany Zjednoczone                                                                                                 | 1:56,97  | Alberto Razzetti · Włochy | 1:57,42  |
| 400 metrów (szczegóły)                     | Lewis Clareburt · Nowa Zelandia | 4:09,72  | Max Litchfield · Wielka Brytania                                                                                                  | 4:10,40  | Daiya Seto · Japonia | 4:12,51  |
| Sztafety                                   | |          | |          | |          |
| 4 × 100 metrów stylem dowolnym (szczegóły) | Chiny Pan Zhanle (46,80) · Ji Xinjie (48,18) · Zhang Zhanshuo (48,63) · Wang Haoyu (47,47)                                                                          | 3:11,08  | Włochy Alessandro Miressi (47,90) · Lorenzo Zazzeri (47,99) · Paolo Conte Bonin (47,83) · Manuel Frigo (48,36) · Leonardo Deplano | 3:12,08  | Stany Zjednoczone Matt King (48,02) · Shaine Casas (48,47) · Luke Hobson (47,68) · Carson Foster (48,12) · Hunter Armstrong · Jack Aikins                    | 3:12,29  |
| 4 × 200 metrów stylem dowolnym (szczegóły) | Chiny Ji Xinjie (1:46,45) · Wang Haoyu (1:45,69) · Pan Zhanle (1:43,90) · Zhang Zhanshuo (1:45,80)                                                                  | 7:01,84  | Korea Południowa Yang Jae-hoon (1:47,78) · Kim Woo-min (1:44,93) · Lee Ho-joon (1:45,47) · Hwang Sun-woo (1:43,76) · Lee Yoo-yeon | 7:01,94  | Stany Zjednoczone Luke Hobson (1:45,26) · Carson Foster (1:43,94) · Hunter Armstrong (1:45,73) · David Johnston (1:47,15) · Shaine Casas                     | 7:02,08  |
| 4 × 100 metrów stylem zmiennym (szczegóły) | Stany Zjednoczone · Hunter Armstrong (53,15) · Nic Fink (58,20) · Zach Harting (51,13) · Matt King (47,32) · Jack Aikins · Jake Foster · Shaine Casas · Luke Hobson | 3:29,30  | Holandia Kai van Westering (53,84) · Arno Kamminga (58,23) · Nyls Korstanje (51,12) · Stan Pijnenburg (48,04) · Caspar Corbeau    | 3:31,23  | Włochy Michele Lamberti (54,28) · Nicolò Martinenghi (57,97) · Gianmarco Sansone (52,14) · Alessandro Miressi (47,20) · Ludovico Viberti · Federico Burdisso | 3:31,59  |

### Kobiety
| Konkurencja                                | Złoto | Złoto    | Srebro | Srebro   | Brąz | Brąz     |
| Konkurencja                                | Zawodniczka | Czas     | Zawodniczka | Czas     | Zawodniczka | Czas     |
| Styl dowolny                               | |          | |          | |          |
| 50 metrów (szczegóły)                      | Sarah Sjöström · Szwecja | 23,69    | Kate Douglass · Stany Zjednoczone                                                                                              | 23,91    | Katarzyna Wasick · Polska | 23,95    |
| 100 metrów (szczegóły)                     | Marritt Steenbergen · Holandia | 52,26    | Siobhan Haughey · Hongkong | 52,56    | Shayna Jack · Australia | 52,83    |
| 200 metrów (szczegóły)                     | Siobhan Haughey · Hongkong | 1:54,89  | Erika Fairweather · Nowa Zelandia                                                                                              | 1:55,77  | Brianna Throssell · Australia | 1:56,00  |
| 400 metrów (szczegóły)                     | Erika Fairweather · Nowa Zelandia | 3:59,44  | Li Bingjie · Chiny | 4:01,62  | Isabel Gose · Niemcy | 4:02,39  |
| 800 metrów (szczegóły)                     | Simona Quadarella · Włochy | 8:17,44  | Isabel Gose · Niemcy | 8:17,53  | Erika Fairweather · Nowa Zelandia | 8:22,26  |
| 1500 metrów (szczegóły)                    | Simona Quadarella · Włochy | 15:46,99 | Li Bingjie · Chiny | 15:56,62 | Isabel Gose · Niemcy | 15:57,55 |
| Styl grzbietowy                            | |          | |          | |          |
| 50 metrów (szczegóły)                      | Claire Curzan · Stany Zjednoczone | 27,43    | Iona Anderson · Australia | 27,45    | Ingrid Wilm · Kanada | 27,61    |
| 100 metrów (szczegóły)                     | Claire Curzan · Stany Zjednoczone | 58,29    | Iona Anderson · Australia | 59,12    | Ingrid Wilm · Kanada | 59,18    |
| 200 metrów (szczegóły)                     | Claire Curzan · Stany Zjednoczone | 2:05,77  | Jaclyn Barclay · Australia | 2:07,03  | Anastasija Szkurdaj NIA | 2:09,08  |
| Styl klasyczny                             | |          | |          | |          |
| 50 metrów (szczegóły)                      | Rūta Meilutytė · Litwa | 29,40    | Tang Qianting · Chiny | 29,51    | Benedetta Pilato · Włochy | 30,01    |
| 100 metrów (szczegóły)                     | Tang Qianting · Chiny | 1:05,27  | Tes Schouten · Holandia | 1:05,82  | Siobhan Haughey · Hongkong | 1:05,92  |
| 200 metrów (szczegóły)                     | Tes Schouten · Holandia | 2:19,81  | Kate Douglass · Stany Zjednoczone                                                                                              | 2:20,91  | Sydney Pickrem · Kanada | 2:22,94  |
| Styl motylkowy                             | |          | |          | |          |
| 50 metrów (szczegóły)                      | Sarah Sjöström · Szwecja | 24,63    | Mélanie Henique · Francja | 25,44    | Farida Osman · Egipt | 25,67    |
| 100 metrów (szczegóły)                     | Angelina Köhler · Niemcy | 56,28    | Claire Curzan · Stany Zjednoczone                                                                                              | 56,61    | Louise Hansson · Szwecja | 56,94    |
| 200 metrów (szczegóły)                     | Laura Stephens · Wielka Brytania | 2:07,35  | Helena Rosendahl Bach · Dania                                                                                                  | 2:07,44  | Lana Pudar · Bośnia i Hercegowina | 2:07,92  |
| Styl zmienny                               | |          | |          | |          |
| 200 metrów (szczegóły)                     | Kate Douglass · Stany Zjednoczone | 2:07,05  | Sydney Pickrem · Kanada | 2:08,56  | Yu Yiting · Chiny | 2:09,01  |
| 400 metrów (szczegóły)                     | Freya Colbert · Wielka Brytania | 4:37,14  | Anastasia Gorbenko · Izrael | 4:37,36  | Sara Franceschi · Włochy | 4:37,86  |
| Sztafety                                   | |          | |          | |          |
| 4 × 100 metrów stylem dowolnym (szczegóły) | Holandia Kim Busch (55,21) · Janna van Kooten (55,24) · Kira Toussaint (53,81) · Marrit Steenbergen (52,35) · Milou van Wijk                     | 3:36,61  | Australia Brianna Throssell (54,29) · Alexandria Perkins (55,02) · Abbey Harkin (54,98) · Shayna Jack (52,64) · Jaclyn Barclay | 3:36,93  | Kanada Rebecca Smith (54,93) · Sarah Fournier (55,28) · Katerine Savard (54,48) · Taylor Ruck (53,26) · Ella Jansen                  | 3:37,95  |
| 4 × 200 metrów stylem dowolnym (szczegóły) | Chiny Ai Yanhan (1:57,65) · Gong Zhenqi (1:58,84) · Li Bingjie (1:54,59) · Yang Peiqi (1:56,18) · Ma Yonghui                                     | 7:47,26  | Wielka Brytania Freya Colbert (1:57,14) · Abbie Wood (1:56,65) · Lucy Hope (1:58,71) · Medi Harris (1:58,40)                   | 7:50,90  | Australia Brianna Throssell (1:56,87) · Shayna Jack (1:57,61) · Abbey Harkin (1:58,92) · Kiah Melverton (1:58,01) · Jaclyn Barclay   | 7:51,41  |
| 4 × 100 metrów stylem zmiennym (szczegóły) | Australia Iona Anderson (59,20) · Abbey Harkin (1:07,21) · Brianna Throssell (56,86) · Shayna Jack (52,71) · Jaclyn Barclay · Alexandria Perkins | 3:55,98  | Szwecja Louise Hansson (59,93) · Sophie Hansson (1:06,18) · Sarah Sjöström (56,11) · Michelle Coleman (54,13) · Hanna Rosvall  | 3:56,35  | Kanada Ingrid Wilm (58,95) · Sophie Angus (1:06,24) · Rebecca Smith (58,28) · Taylor Ruck (52,96) · Sydney Pickrem · Katerine Savard | 3:56,43  |

### Konkurencje mieszane
| Konkurencja                                                  | Złoto | Złoto   | Srebro | Srebro  | Brąz | Brąz    |
| Konkurencja                                                  | Zawodnicy | Czas    | Zawodnicy | Czas    | Zawodnicy | Czas    |
| Sztafeta mieszana 4 × 100 metrów stylem dowolnym (szczegóły) | Chiny Pan Zhanle (47,29) · Wang Haoyu (47,41) · Li Bingjie (53,11) · Yu Yiting (53,37) · Ji Xinjie                                                                              | 3:21,18 | Australia Kai Taylor (48,01) · Jack Cartwright (47,90) · Shayna Jack (52,38) · Brianna Throssell (53,49) · Alexandria Perkins · Abbey Harkin      | 3:21,78 | Stany Zjednoczone · Hunter Armstrong (47,83) · Matt King (47,78) · Claire Curzan (53,82) · Kate Douglass (52,85) · Luke Hobson · Jack Aikins · Addison Sauickle · Kayla Han | 3:22,28 |
| Sztafeta mieszana 4 × 100 metrów stylem zmiennym (szczegóły) | Stany Zjednoczone · Hunter Armstrong (53,07) · Nic Fink (58,27) · Claire Curzan (56,54) · Kate Douglass (52,34) · Jack Aikins · Jake Foster · Rachel Klinker · Addison Sauickle | 3:40,22 | Australia Bradley Woodward (53,92) · Sam Williamson (59,54) · Brianna Throssell (57,22) · Shayna Jack (52,44) · Alexandria Perkins · Abbey Harkin | 3:43,12 | Wielka Brytania Medi Harris (1:00,28) · Adam Peaty (59,42) · Matthew Richards (52,87) · Anna Hopkin (52,52) · James Wilby · Duncan Scott                                    | 3:45,09 |

## Klasyfikacja medalowa
*   Gospodarz ( Katar)
| Miejsce | Reprezentacja                        | Złoto | Srebro | Brąz | Razem |
| ------- | ------------------------------------ | ----- | ------ | ---- | ----- |
| 1       | Stany Zjednoczone                    | 8     | 6      | 6    | 20    |
| 2       | Chiny                                | 7     | 3      | 1    | 11    |
| 3       | Australia                            | 3     | 9      | 4    | 16    |
| 4       | Holandia                             | 3     | 3      | 0    | 6     |
| 5       | Włochy                               | 2     | 5      | 5    | 12    |
| 6       | Wielka Brytania                      | 2     | 2      | 3    | 7     |
| 7       | Szwecja                              | 2     | 1      | 1    | 4     |
| 7       | Nowa Zelandia                        | 2     | 1      | 1    | 4     |
| 9       | Korea Południowa                     | 2     | 1      | 0    | 3     |
| 10      | Irlandia                             | 2     | 0      | 0    | 2     |
| 10      | Portugalia                           | 2     | 0      | 0    | 2     |
| 12      | Niemcy                               | 1     | 2      | 3    | 6     |
| 13      | Kanada                               | 1     | 1      | 5    | 7     |
| 14      | Hongkong                             | 1     | 1      | 1    | 3     |
| 15      | Hiszpania                            | 1     | 1      | 0    | 2     |
| 15      | Litwa                                | 1     | 1      | 0    | 2     |
| 17      | Japonia                              | 1     | 0      | 1    | 2     |
| 18      | Ukraina                              | 1     | 0      | 0    | 1     |
| 19      | Austria                              | 0     | 1      | 1    | 2     |
| 19      | Francja                              | 0     | 1      | 1    | 2     |
| 21      | Izrael                               | 0     | 1      | 0    | 1     |
| 21      | Dania                                | 0     | 1      | 0    | 1     |
| 21      | Szwajcaria                           | 0     | 1      | 0    | 1     |
| 24      | Polska                               | 0     | 0      | 3    | 3     |
| 25      | Węgry                                | 0     | 0      | 1    | 1     |
| 25      | Bośnia i Hercegowina                 | 0     | 0      | 1    | 1     |
| 25      | Grecja                               | 0     | 0      | 1    | 1     |
| 25      | Południowa Afryka                    | 0     | 0      | 1    | 1     |
| 25      | Egipt                                | 0     | 0      | 1    | 1     |
| –       | Niezależni sportowcy neutralni (NIA) | 0     | 0      | 1    | 1     |
| Razem   | Razem                                | 42    | 42     | 42   | 126   |